# Suwlaki

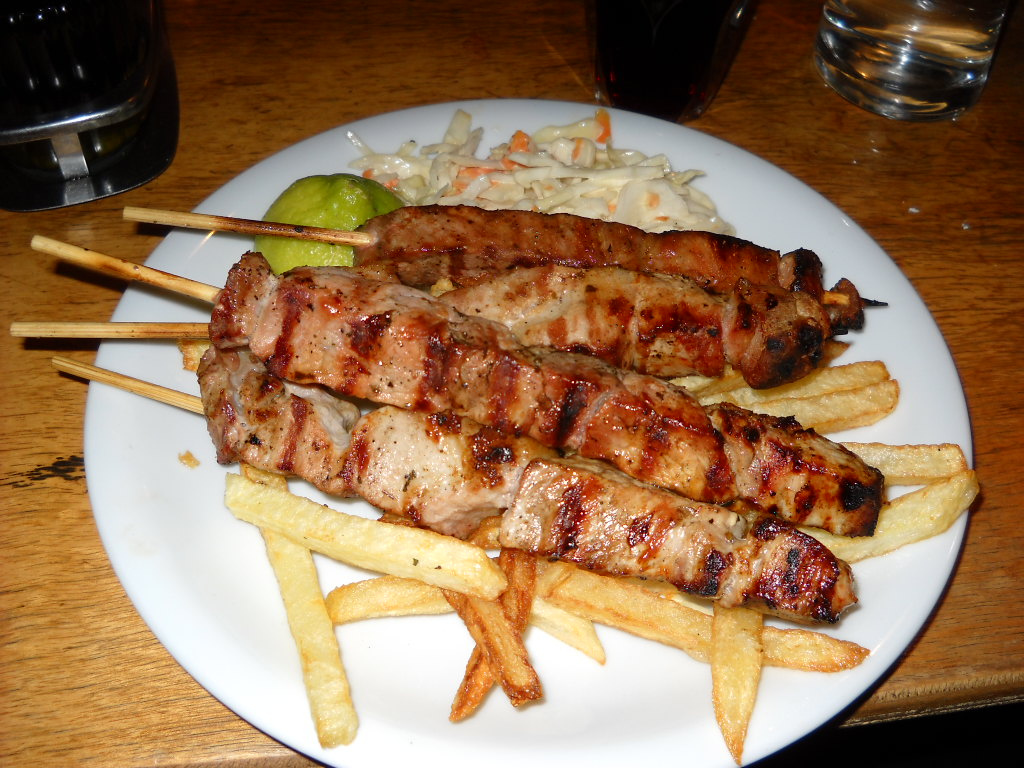
Suwlakia z frytkami

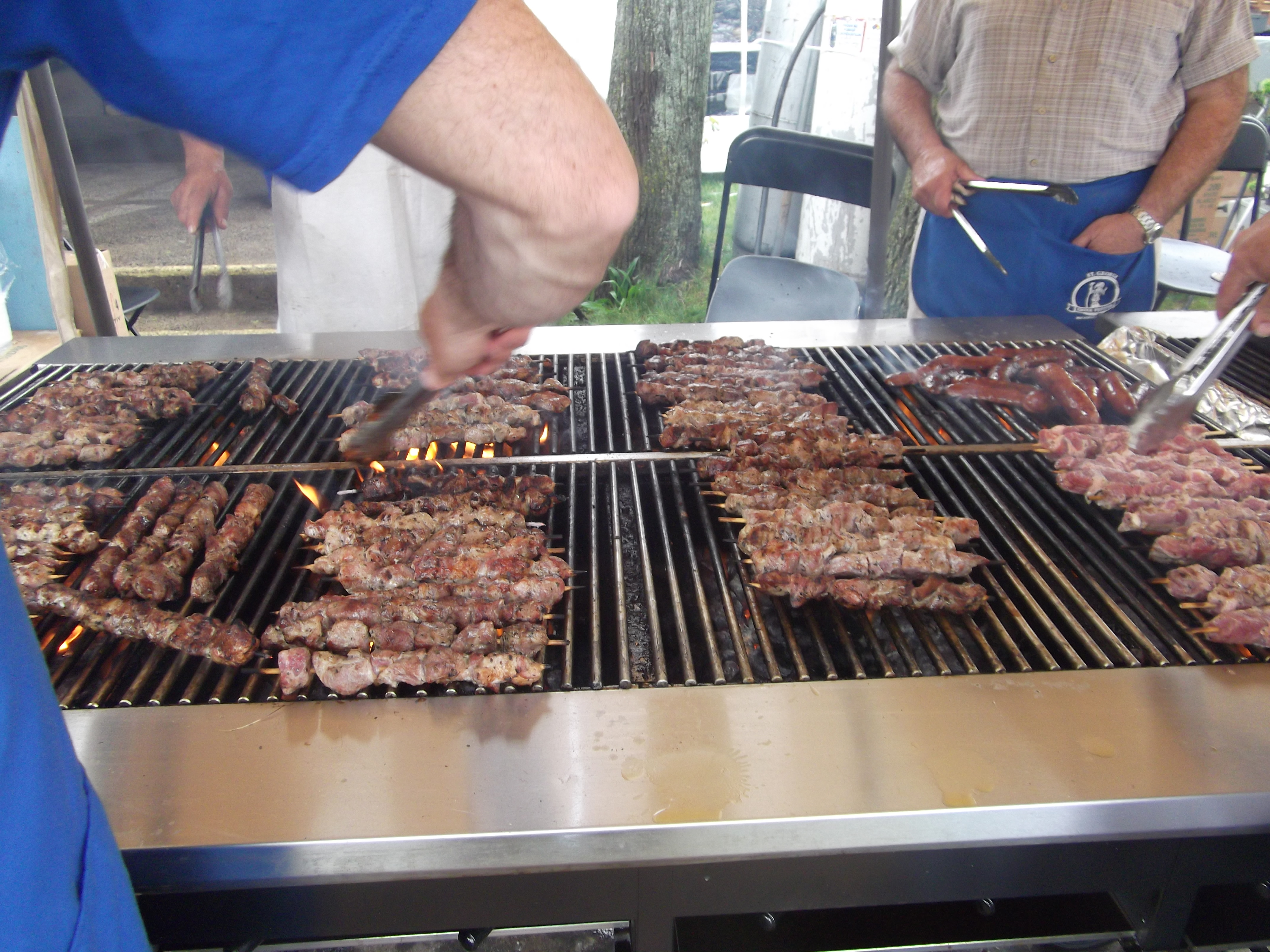
Pieczenie potrawy na ruszcie

Suwlaki (ngr. σουβλάκι suwlaki, lm σουβλάκια suwlakia) – popularna mięsna potrawa grecka typu szaszłykowego, znana w licznych odmianach.
W wersji serwowanej w gastronomii suwlakia składają się z kawałków mięsa wieprzowego (kalamakia chirino) albo kurczaka (kalamakia kotopulo), niekiedy owiniętych plasterkami boczku (kotobeikon), nadzianych na rożenek („szpadkę”) i pieczonych na ruszcie. Podawane tak jak gyros: na talerzu lub w placku pita, z sosem tzatziki, warzywami itp.
Porcje indywidualne podawane są w oddzielnych pitach jako tilichto. Porcja zbiorowa (merida) wydawana także do konsumpcji na wynos (gia ekso), w tekturowym opakowaniu. Jeśli suwlaki są na miejscu serwowane jako typowy szaszłyk na rożenkach (kalamaki, lm. kalamakia), to najczęściej z dodatkiem pieczywa (skieta), z cytryną albo grecką sałatką wiejską. W lokalach (restauracjach i tawernach) podaje się je też z ryżem.

## Literatura
- Σοφία Σκούρα: Μεγάλη Ελληνικη Κουζίνα [Wielka kuchnia grecka]. Αθήνα: Φυτρακη, 2008, ISBN 978-960-535-569-2
- Grecka kodyfikacja produkcji i zasad podawania potraw i trunków: Κωδικοποίηση της αγορανομικής διάταξης 14/89, ΚΕΦΑΛΑΙΟ 19. ΕΙΔΙΚΕΣ ΡΥΘΜΙΣΕΙΣ ΓΙΑ ΤΡΟΦΙΜΑ ΚΑΙ ΠΟΤΑ